# Kicker (poker)
Kicker w pokerze jest kartą decydującą o zwycięstwie w rozdaniu, gdy więcej niż jeden gracz ma taki sam układ.
Przykładowo, układ K-K-9-8-2 jest parą króli z kickerami 9, 8 i 2. Jeżeli inny gracz ma parę króli w postaci K-K-Q-5-4 wygrywa, ponieważ Dama jest wyżej niż dziewiątka. Ale gdyby ten inny gracz miał K-K-9-6-3, to jego układ byłby słabszy (w obydwu rękach występuje dziewiątka, więc decydujący jest drugi z kolei kicker, a szóstka przegrywa z ósemką).
Kickery nie występują w stritach ani w pokerach. W przypadku trójki i karety decydują o wyniku tylko w grach typu Hold'em (w pokerze dobieranym oraz w studzie dwie takie same trójki lub karety nie są możliwe). W przypadku fulla jeżeli są dwie takie same trójki, wygrywa ten, kto ma wyższą parę (ten przypadek występuje również tylko w Hold'emie).
Określeniem kicker określa się również kartę zostawianą podczas wymiany w pokerze pięciokartowym dobieranym w celu zmylenia przeciwnika (np. wymiana dwóch kart gdy ma się tylko parę).